# Стока
Стока у примарним делатностима означава све оне животиње, односно ситну (овца и коза) и крупну стоку (говеда и коњи) које се држе због узгоја у сврху добијања прехрамбених производа и сировина, а донедавно и за рад на имањима. Грана привреде која се бави узгојем стоке назива се сточарство, и заједно са ратарством, риболовом и шумарством припада примарним делатностима. Коњи се у Сједињеним Државама сматрају стоком. USDA класификује свињетину, телетину, говедину и јагњетину (овчетину) као стоку, и сву стоку као црвено месо. Живина и риба нису укључени у ову категорију.
Сточарске праксе су се углавном пребациле на интензивну сточарску производњу. Интензивно узгајање животиња повећава принос различитих комерцијалних производа, али и негативно утиче на добробит животиња, животну средину и јавно здравље. Конкретно, говеђе месо, млечни производи и овце су велики извори емисије гасова стаклене баште из пољопривреде.

## Историја
Узгој животиња је настао током културне транзиције у насељене пољопривредне заједнице из ловачко-сакупљачког начина живота. Животиње су припитомљене када њихов узгој и услове живота контролишу људи. Током времена, колективно понашање, животни циклус и физиологија стоке су се радикално променили. Многе модерне животиње које се узгајају нису погодне за живот у природном свету.
Пси су рано припитомљени; пси се појављују у Европи и на Далеком истоку од пре око 15.000 година. Козе и овце су припитомљене у више догађаја негде пре између 11.000 и 5.000 година у југозападној Азији. Свиње су припитомљене 8.500 година пре нове ере на Блиском истоку и 6.000 пре нове ере у Кини. Припитомљавање коња датира од око 4.000 година пре нове ере. Говеда су припитомљена пре отприлике 10.500 година. Кокошке и друга живина су можда припитомљени око 7.000 година пре нове ере.

## Комерцијална кориштења
| Животиња    | Статус          | Тренутна комерцијална кориштења    |
| ----------- | --------------- | ---------------------------------- |
| Говедо      | Домаћа животиња | Месо, млеко                        |
| Магарац     | Домаћа животиња | Рад, месо, млеко                   |
| Кунић       | Домаћа животиња | Месо                               |
| Коза        | Домаћа животиња | Месо, млеко                        |
| Коњ         | Домаћа животиња | Рад, месо, млеко                   |
| Мула        | Домаћи крижанац | Рад                                |
| Свиња       | Домаћа животиња | Месо, животињска кожа              |
| Овца        | Домаћа животиња | Вуна, животињска кожа, млеко, месо |
| Водени биво | Домаћа животиња | Рад, млеко, животињска кожа, месо  |
| Јак         | Домаћа животиња | Месо, млеко, рад                   |
| Лама        | Домаћа животиња | Рад, месо, вуна                    |
| Камила      | Домаћа животиња | Рад, месо, млеко                   |
| Алпака      | Домаћа животиња | Вуна                               |

## Пољопривредне праксе
Традиционално, сточарство је било део начина живота пољопривредника, које је производило не само храну потребну породици, већ и гориво, ђубриво, одећу, транспорт и вучну снагу. Убијање животиње ради исхране било је секундарно разматрање, а где год је то било могуће њихови производи, као што су вуна, јаја, млеко и крв (од стране Масаја) били су убирани док је животиња још била жива.
У традиционалном систему трансхуманације, људи и стока су се кретали сезонски између фиксних летњих и зимских пашњака; у планинским крајевима летњи пашњаци су били високо у планинама, зимски пашњаци у долинама.
Животиње се могу држати екстензивно или интензивно. Екстензивни системи укључују животиње које лутају по вољи или под надзором сточара, често ради заштите од предатора. Узгој стоке у западним Сједињеним Државама укључује велика стада стоке која се широко напасају на јавним и приватним земљиштима. Сличне станице за стоку налазе се у Јужној Америци, Аустралији и другим местима са великим површинама земље и малим падавинама. Системи за узгој су коришћени за овце, јелене, нојеве, емуе, ламе и алпаке. У висоравнима Уједињеног Краљевства, овце се у пролеће премештају на пашњаке и пасу богату планинску траву без надзора, а доводе се на ниже надморске висине крајем године, уз допунску исхрану зими.
На сеоским локацијама, свиње и живина могу да добију велики део своје исхране сакупљањем, а у афричким заједницама кокошке могу да самостално живе месецима без наменског храњења, а да ипак дају једно или два јаја недељно. Са друге стране, у западнијим деловима света, животињама се често интензивно управља; млечне краве се могу држати у условима нулте испаше са свом храном која им се доноси; говеда се могу држати у товилиштима велике густине; свиње могу бити смештене у климатизованим зградама и никада не излазе напоље; живина се може узгајати у шталама и држати у кавезима као птице носиље под условима са контролисаним осветљењем. Између ова два екстрема налазе се полуинтензивна, често породична газдинства где стока пасе напољу већи део године, силажа или сено се праве да покрију доба године када трава престане да расте, а ђубриво, сточна храна и други инпути се користе доносе на фарму споља.

## Утицај на животну средину
Сточарство има значајан утицај на светску животну средину. Она је одговорна за између 20 и 33% употребе питке воде у свету, а стока и производња хране за њих заузимају око трећину Земљине земље без леда. Сточарска производња је фактор који доприноси изумирању врста, дезертификацији и уништавању станишта. Месо се сматра једним од главних фактора који доприносе тренутном шестом масовном изумирању. Сточарство на различите начине доприноси изумирању врста. Станиште се уништава крчењем шума и претварањем земљишта за узгој сточне хране и испашу животиња (на пример, сточарство је одговорно за до 91% крчења шума у региону Амазона), док су грабљивци и биљоједи често мета и ловили због уочене претње за профит од стоке. Најновији извештај који је објавио Међувладин панел за климатске промене (IPCC) наводи да је повећање емисија између 1970-их и 2000-их било директно повезано са повећањем сточног фонда. Раст популације стоке (укључујући говеда, биволе, овце и козе) врши се са намером да се повећа продуктивност животиња, али заузврат повећава емисије.
Поред тога, сточарство производи гасове стаклене баште. IPCC је проценила да је пољопривреда (укључујући не само стоку, већ и прехрамбене усеве, биогориво и другу производњу) чинила око 10 до 12 процената глобалних антропогених емисија гасова стаклене баште (изражених као 100-годишњи еквиваленти угљен-диоксида) у 2005. и 2010. године. Краве производе око 570 милиона кубних метара метана дневно, што чини од 35 до 40% укупне емисије метана на планети. Сточарство је одговорно за 65% свих емисија снажног и дуговечног гаса са ефектом стаклене баште азот-оксида који се односи на људе. Као резултат тога, проучавају се начини ублажавања утицаја сточарства на животну средину. Стратегије укључују коришћење биогаса из стајњака.